# Elena Burgárová
Elena Burgárová rozená Kubáňová (* 13. listopadu 1952 Divina-Lúky) je bývalá československá atletka, která se specializovala na hod oštěpem.
Byla členkou TJ BZVIL Ružomberok, dva roky strávila ve Spartě Praha a jeden rok ve Vítkovicích.
Osmkrát se stala mistryní Československa a sedmkrát vyhrála mistrovství Slovenska (1973, 1974, 1975, 1976, 1978, 1982, 1989). Na mistrovství světa v roce 1983 skončila na 16. místě. Na mistrovstvích Evropy 1978 a 1982 skončila na 11. místě. Po ukončení vrcholové sportovní kariéry v roce 1986 se věnovala trénování.
Celkem osmkrát překonala československý ženský rekord.

## Veteránské závody
Zúčastňuje se také veteránských závodů. Získala zlato na mistrovstvích světa 1993 v Japonsku, v roce 1997 v Jihoafrické republice a na mistrovství Evropy 1996 ve Švédsku.

## Ocenění
- 2014 - ružomberská sportovní síň slávy (ružomberská športová Siene slávy)[4]

## Osobní rekord
- hod oštěpem - 66, 56 m, 26. srpna 1984[5]